# MCOT HD
MCOT HD és una xarxa de televisió gratuïta tailandesa llançada el 24 de juny de 1955 i propietat de MCOT.